# Ulster Freedom Fighters
Les Ulster Freedom Fighters (français : Combattants de la liberté de l'Ulster) sont la branche armée de l'Ulster Defence Association et de l'Ulster Democratic Party,qui a été fondé en 1973. Se battant contre l'IRA pour le maintien de l'Irlande du Nord sous autorité britannique (la devise du groupe était « Mieux vaut mourir debout que vivre à genoux dans une république irlandaise. »), le groupe est interdit en 1975, sans que sa branche civile soit inquiétée.
L'organisation est placée sur la liste officielle des organisations terroristes des États-Unis, du Canada et du Royaume-Uni et l'était jusqu'en 2009 sur celle de l'Union européenne mais n'apparait plus en 2010.
Construit sur le modèle de l'IRA, le groupe comptait entre 200 et 300 militants. Durant le conflit nord-irlandais, l'UFF se rendra responsable de 147 morts.
L'Ulster Freedom Fighters se rapproche peu à peu de la Loyalist Volunteer Force, jusqu'à revendiquer des attentats sous la même appellation : Red Hand Defenders.
Le 11 novembre 2007, par ordre de l'UDA, l'UFF dépose ses armes.